# 中核製品
中核製品、主力製品 (英: core product)は、消費者が購入できる企業の主要なプロモーション、サービス、または製品である。 中核製品は、メーカーまたは販売会社により、最終製品に統合される場合がある。

## プロダクト3層モデル
中核製品の概念は、1967年の著書「マーケティング管理：分析、計画、および制御」のフィリップ・コトラーに端を発する。 中核製品は、プロダクト3層モデルの概念の最初のレベルである。
コトラーは、製品は中核製品 (製品の核)、実体 (製品の形態)、付随機能の3つのレベルに分けられる提案した。 中核製品は、製品が顧客にもたらすメリットとして定義される。製品の形態は、物理的な品質とデザインなどの有形物を指す。 付随機能は、消費者が製品を使用できるための措置で構成されている。 研究開発で3つのレベルの製品を組み合わせることで、企業は顧客をよりよく理解し、市場での地位を高め、より成功した製品を作成することができる。 

## 新製品の開発
新製品開発プロセスは、しばしばステージゲートイノベーションプロセスと呼ばれる。このプロセスは、ロバートG.クーパー博士による、製品が成功または失敗する理由に関する包括的な調査結果から開発されたものである。 このプロセスでは当初、中核製品を定義するアイデアの生成に焦点を合わせている。 中核製品が革新的で市場の需要に対応している場合には、製品が成功する可能性が高まる。 

## マーケティング戦略

### 製品マーケティング
プロダクトマーケティングは、対象顧客に製品を宣伝して販売するプロセスである。さらに、製品ラインの範囲の定義、製品の潜在的な市場の特定、および最適な価格設定の決定も行う。 製品マーケターは、販売部門、マーケティング部門、製品開発部門の間の架け橋としても機能し、製品の発売と更新に対する市場の反応の報告書を作ることでメッセージや製品機能の改善を行う。

### 顧客の期待に応える
企業は通常、新製品を製造する前に研究開発（R＆D）を行う。顧客のニーズを満たすために、中核製品は、会社の製品を購入する人々を惹きつける重要な要素である。南カリフォルニア大学が実施した国際マーケティング調査では、顧客や専門家は異質性（プロバイダー間の標準の違い、多くの場合、同じ会社の異なる工場間も）、消費からの不可分性などのサービス特性を強調している 。これは、顧客の期待に応えるために、中核製品を持つことが企業にとってどれほど重要であるかを示している。そして、これは研究開発費用を投入することで得られる。

### 競合
競争の激しい市場では、製品ベースの成功には、顧客が中核製品から大きな価値を得ることが必要である。中核製品は顧客の関心レベルに直接影響する。  コトラーによると、企業間の競争は主に付随機能と中核製品の特徴に焦点が置かれる。それは、製品を購入するという消費者の認識に関するものであり、価値に関するものではない。彼は次のように述べている。「競争結果は、企業の生産物によって決まるのではなく、パッケージング、サービス、広告、アドバイス、配送手配、融資手配など、消費者が価値を感じるものを製品に追加するものによって決まる。」 競争に打ち勝つために、製品会社は、パッケージング、広告、サービス、支払い条件など、消費者が付加価値を付ける要素に焦点を合わせており、驚きの要素を取り入れることが鍵となる。 

## 例

### 情報技術
中核製品はマイクロソフトで言えばBASIC、アップルにとってはApple IIコンピューター、 グーグルにとってはGoogle 検索プラットフォームなど、通常は会社の設立から独自に開発される最初の製品である。したがって、次世代の競争力をつけるために他の製品の製造、開発に取り組んでいる間、中核製品は利益を生み出すことに注力される。通常、中核製品が最も利益を上げる。
著名なIT企業の中核製品の例は次の通りである。
- マイクロソフト - Windows
- グーグル - Google検索、Android
- Apple - OS X、iOS

上記の中核製品は、製品の実体として生産される。中核製品と製品の実体が一緒に使用される例は次の通りである。
- グーグル - Android
- Apple - Mac OS XとMacBook、iOSとiPhone、iPad、iPod Touch
- エイサー - AspireとTravelMate
- ASUS - VivoBook 、 Transformer、ZenBook
- デル - InspironLatitude、XPS
- HP - EliteBook、ENVY、Pavilion、ProBook、ZBook
- レノボ - IdeaCentre、IdeaPad、ThinkCentre、ThinkPad

### 航空会社
航空会社は、機内サービスと地上サービスの両方を提供する。これらのサービスが製品の実体である。しかし、航空会社の最も重要なサービスは、人々とその荷物を目的地まで輸送することであり、このサービスが中核製品である。 

#### 格安航空会社
格安航空会社の例として、 イージージェットやライアンエアーがある。彼らの中核製品は安い空の旅だが、製品の実体は航空会社の旅そのものである。ただし、格安航空会社は低コストであるため、飛行中に提供される食事の料金は追加で請求し、これは付随機能となる。 

### 香水
フレグランスボトルの製品の実体は、ボトル自体、香水の化学成分と色である。ただし、顧客はこれらの製品の実体（ボトルを除く）や材料に惹きつけられるわけではないため、販売者はフレグランスの中核製品に焦点を当て、顧客にアピールし宣伝する。 